# Urban Legend (série de films)
Urban Legend est une saga de films d'horreur. Elle est également composée de:
- Urban Legend (1998).
- Urban Legend 2 : Coup de grâce (2000).
- Urban Legend 3 : Bloody Mary (2005).

Un quatrième film est actuellement en production, pour une sortie prévue en 2021.

## Équipe technique
| Équipe technique  | Urban Legend (1998) | Urban Legend 2 : Coup de grâce (2000)  | Urban Legend 3 : Bloody Mary (2005) |
| ----------------- | ------------------- | -------------------------------------- | ----------------------------------- |
| Réalisateur       | Jamie Blanks        | John Ottman                            | Mary Lambert                        |
| Scénariste(s)     | Silvio Horta        | Paul Harris Boardman, Scott Derrickson | Michael Dougherty, Dan Harris       |
| Photographie      | James Chressanthis  | Brian Pearson                          | Ian Fox                             |
| Monteur(s)        | Jay Cassidy         | John Ottman, Rob Kobrin                | Michelle Harrison                   |
| Musique           | Christopher Young   | John Ottman                            | Jeff Rona                           |
| Producteur(s)     | Gina Matthews       | Aaron Merrell                          |                                     |
| Producteur(s)     | Neal H. Moritz      | Neal H. Moritz                         | Louis Phillips                      |
| Producteur(s)     | Michael McDonnell   | Richard Luc Rothschild                 | Scott Messer                        |
| Sortie américaine | 25 septembre 1998   | 22 septembre 2000                      | 19 juillet 2005                     |
| Sortie française  | 17 mars 1999        | 11 octobre 2000                        | 24 août 2005                        |